# Chaetodon argentatus
Chaetodon argentatus е вид бодлоперка от семейство Chaetodontidae. Видът не е застрашен от изчезване.

## Разпространение и местообитание
Разпространен е в Провинции в КНР, Тайван, Филипини и Япония.
Обитава океани, морета и рифове. Среща се на дълбочина от 1,6 до 20 m, при температура на водата от 27,1 до 27,3 °C и соленост 34,3 ‰.

## Описание
На дължина достигат до 20 cm.
Популацията на вида е стабилна.